# آرمودلی
آرمودلی (ترکی آذربایجانی: Armudly) یک منطقهٔ مسکونی در جمهوری آرتساخ است که در استان شاهومیان واقع شده‌است.